# Bonadias de Nigronibus
Bonadias de Nigronibus (falecido em 1487) foi um prelado católico romano que serviu como bispo de Isola (1479–1487).

## Biografia
No dia 4 de junho de 1479, Bonadias de Nigronibus foi nomeado pelo Papa Sisto IV como Bispo de Isola. Serviu como Bispo de Isola até à sua morte em 1487. Enquanto bispo, ele serviu como o principal co-consagrador de Michael Hildebrand, Arcebispo de Riga (1484).